# Francesco Palmegiani
Francesco Palmegiani (Rieti, 12 settembre 1892 – Rieti, 13 giugno 1955) è stato uno storico dell'arte, giornalista e politico italiano.

## Biografia
Figlio dell'avvocato Eugenio Palmegiani e di Maria Dupré Theseider, zio di Eugenio Dupré Theseider, fu scrittore e giornalista, corrispondente di quotidiani nazionali. Dal 1925 fu insegnante di storia dell'arte presso il liceo classico.
Esperto conoscitore della storia e del patrimonio artistico del territorio sabino, pubblicò molti libri di arte e storiografia locale tra cui Rieti e la Regione Sabina, prima grande monografia illustrata sulla Sabina, ancora oggi un punto fermo della storiografia locale. Nel 1936 fu autore della voce Rieti (insieme a Riccardo Riccardi, Doro Levi ed al nipote Eugenio Dupré Theseider) e della voce Sabina (insieme a Riccardi) dell'Enciclopedia Treccani.
Succedette a Giuseppe Colarieti Tosti come direttore del Museo civico, e ad Angelo Sacchetti Sassetti come ispettore onorario ai monumenti e agli scavi. In questa veste portò avanti delle scelte radicalmente puriste, alla continua ricerca della "romanità" esaltata dal regime fascista, che gli valsero diverse critiche: il radicale restauro del Palazzo papale con il ripristino delle forme romaniche e la demolizione della monumentale scala di accesso alla loggia; la demolizione del Ponte romano di Rieti, in virtù dei continui danni che gli arrecavano le piene del fiume Velino, e la sua sostituzione con un moderno ponte in cemento armato; la rimozione degli affreschi secenteschi dalle pareti della basilica inferiore della cattedrale di Rieti; il ripristino della facciata medievale nella chiesa di san Pietro; l'eliminazione della trifora da porta D'Arci; la sistemazione di Porta Romana affidata all'accademico Bazzani; la demolizione della chiesa di San Giovanni in Statua e la successiva costruzione dell'Hotel Quattro Stagioni, che riportò alla luce resti di muratura romana sotto la superficie di piazza Vittorio Emanuele II, documentata nelle sue opere con testi e fotografie. Propose inoltre una radicale trasformazione della Cattedrale che avrebbe visto la completa demolizione delle cappelle settecentesche del lato destro per riportare alla luce la muratura medievale della fiancata destra, attualmente nascosta dalle cappelle laterali intonacate, ma il progetto non venne mai attuato.
Convinto sostenitore del fascismo, ricoprì diversi incarichi politici: fu vice podestà di Rieti, fu il secondo preside della neonata provincia di Rieti dal 1937 fino all'armistizio del 1943 e inoltre presidente dell'opera nazionale maternità e infanzia. Fu un attivo sostenitore della ferrovia Salaria, della quale fece presente l'importanza allo stesso Mussolini in un incontro avvenuto nel 1923.
Nel 1952 donò al Museo civico di Rieti una vetrina di ricordi napoleonici, curiosità varie e monete dei Flavi.
A lui è dedicata una via nel quartiere Campoloniano di Rieti.

## Opere
- Notizie storiche sopra l'antica chiesa di S. Lucia nella città di Rieti, Rieti, Faraoni editore, 1924.
- L'antichissimo palazzo vescovile di Rieti. Ricostruzione storico artistica con disegni e fotografie. Papi e imperatori a Rieti. La serie dei vescovi, Ind. tip. Romana, 1925.
- Santuari Francescani di Rieti, Rieti, Faraoni, 1926.
- La cattedrale basilica di Rieti: con cenni storici sulle altre chiese della città, Roma, Industria Tipografica Romana, 1926.
- Rieti e la Regione Sabina. Storia, arte, vita, usi e costumi del secolare popolo Sabino: la ricostituita Provincia nelle sue attività, Roma, edizioni della rivista Latina Gens, 1932.
- Rieti e la Regione Sabina nella millenaria funzione preistorica e storica, Rieti, fratelli F. & M. Faraoni, 1946.
- Mattia Battistini, il re dei baritoni, Milano, edizioni Stampa d'Oggi, 1949.
- Come giunsi al ripristino della facciata della Cattedrale Basilica di Rieti, Rieti, Nobili editore, 1950.